# Hvor som helst - når som helst
Hvor som helst - når som helst er debutalbummet fra den danske popgruppe Sukkerchok, der blev udgivet den 4. maj 2009 på Universal Music. Albummet modtog i oktober 2009 guld for 15.000 eksemplarer af IFPI Danmark.
Titelnummeret "Hvor som helst - når som helst" var titelmelodi til femte sæson af realityshowet Paradise Hotel på TV3. Gruppen deltog i Dansk Melodi Grand Prix 2009 med sangen "Det' det", der opnåede en tredjeplads. Begge singler opnåede en top 5-placering på hitlisten, og modtog guld for 15.000 solgte eksemplarer.
Albummet fik en særdeles hårdhændet modtagelse af de danske anmeldere. Musikmagasinet Gaffa gav albummet én ud af seks stjerner, og skrev blandt andet, at albummet er "...en omgang sødsuppe og propper kandiserede synthesizere og trommemaskiner i halsen på lytteren – og vokaler, der bliver lige så flade som candyfloss i munden, i deres syntetiske indpakning." Astrid Kirstine Dynesen fra DR gav ligeledes albummet én ud af seks stjener: "Musikalsk har vi at gøre med et rendyrket popalbum, der trækker hårdt på 80'er-kitsch. Forvent altså intet organisk eller originalt, – men derimod en ordentlig flok synthinficerede partynumre med tvivlsomt ørehænger-potentiale og i øvrigt så banale tekster, at man ikke helt ved om man skal grine eller græde".

## Spor
| #   | Titel                                               | Sangskriver(e)                                                 | Producer(e)        | Længde |
| --- | --------------------------------------------------- | -------------------------------------------------------------- | ------------------ | ------ |
| 1.  | "Hvor som helst - når som helst"                    | Rune Braager, Marcus Winther-John, Emil Gotthard, Louise Lolle | Rune Braager       | 3:08   |
| 2.  | "Det' det"                                          | Lise Cabble, Lasse Lindorff, Mogens Binderup                   | Mogens Binderup    | 2:55   |
| 3.  | "Bla bla bla"                                       | Rune Braager, Lise Cabble, Anna David                          | Rune Braager       | 3:02   |
| 4.  | "Besat"                                             | Claus Storgaard, Bryan Rice, Johannes Jørgensen                | DEEKAY             | 3:46   |
| 5.  | "Jeg ved hvad du vil sige"                          | Simon Borch, Lise Cabble                                       | Rune Braager       | 3:47   |
| 6.  | "Som om sommer"                                     | Mogens Binderup, Casper Lindstad, Daniel "Obi" Klein           | Mogens Binderup    | 3:24   |
| 7.  | "Player"                                            | Lise Cabble, Jakob Glæsner, Daniel "Obi" Klein                 | Rune Braager       | 3:46   |
| 8.  | "Om natten er jeg din"                              | Lise Cabble, Claus Storgaard                                   | Cane, Rune Braager | 3:33   |
| 9.  | "Farlig for dig"                                    | Inez, Rune Braager, Cane                                       | Cane, Rune Braager | 3:08   |
| 10. | "Når dine øjne finder vej"                          | Sarah West, Boe Larsen                                         | Rune Braager       | 3:47   |
| 11. | "Hvor som helst - når som helst" (Hampenberg Remix) | Rune Braager, Marcus Winther-John, Emil Gotthard, Louise Lolle |                    | 2:51   |

## Hitlister og certificeringer
| Hitliste (2009) | Højeste placering |
| --------------- | ----------------- |
| Danmark         | 5                 |

| Land (Organisation) | Certificering |
| ------------------- | ------------- |
| Danmark (IFPI)      | Guld          |